# Route nationale 681
Die Route nationale 681, kurz N 681 oder RN 681, war eine französische Nationalstraße, die von 1933 bis 1973 zwischen Cressensac und Le Bourg verlief. 1978 wurde sie komplett in die neue Straßenführung der Nationalstraße 140 integriert. Ihre Länge betrug 54 Kilometer.